# Oxytropis scammaniana
Oxytropis scammaniana är en ärtväxtart som beskrevs av Hulten. Oxytropis scammaniana ingår i släktet klovedlar, och familjen ärtväxter. Inga underarter finns listade i Catalogue of Life.